# تراسي لي
تراسي لي (بالإنجليزية: Tracey Lee) هو رابر أمريكي، ولد في 22 أكتوبر 1970 في بوفالو في الولايات المتحدة.

## وصلات خارجية
- الموقع الرسمي
- تراسي لي على موقع ميوزك برينز (الإنجليزية)
- تراسي لي على موقع ديسكوغز (الإنجليزية)